# 桂宫 (西汉)
桂宫，為中国西汉时期的一座宫城，位于汉长安城北隅，平面呈长方形，南北长约1800公尺，东西宽约880公尺。
建于汉武帝太初四年（公元前101年），为後宮女眷所居。
漢哀帝於元壽二年（前1年）駕崩後，同年七月，為徹底剷除傅太后一族的勢力，權臣王莽以太皇太后王政君之名義發下詔書，貶漢哀帝皇后傅氏為庶人，命傅氏搬出長秋宮遷往桂宮居住。新朝傾覆之際，桂宮毁于战火之中。